# Březina (přírodní památka)
Březina je přírodní památka poblíž obce Lelekovice v okrese Brno-venkov. Důvodem ochrany je původní geobiocenóza lesních porostů, především bazifilních teplomilných doubrav, dubohabřin a suchých bylinných lemů a jejich vzácná květena včetně všech dalších přírodních jevů nacházejících se v tomto území.